# Ashleigh Fontenette
Ashleigh Lauren Fontenette (Austin, 3 novembre 1989) è un'ex cestista statunitense.